# Schloss Schwanberg (Steiermark)

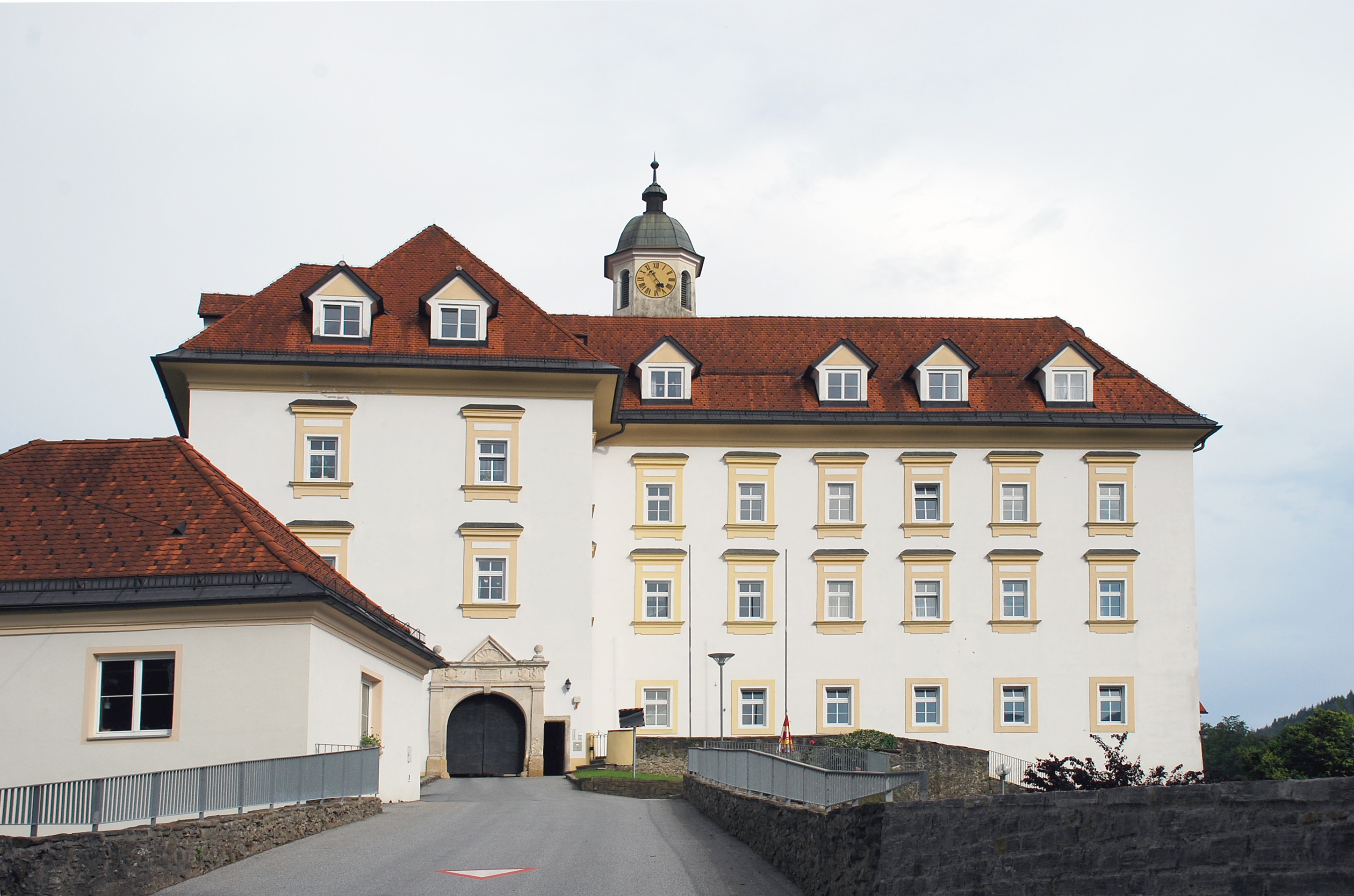
Die Westfront vom Schloss Schwanberg

Das Schloss Schwanberg steht in der Marktgemeinde Bad Schwanberg im Bezirk Deutschlandsberg in der Steiermark. Das Schloss steht unter Denkmalschutz.

## Geschichte
Eine Burg wurde um 1200 erbaut. Nach einem Brixener Lehen war die Burg vom 13. bis ins 15. Jahrhundert im Besitz der Pettauer. Nach einer Jahresangabe am Portal wurde 1581 mit Wilhelm von Galler ein Neubau errichtet. 1778 wurde die Kapelle des Schlosses geweiht. Seit 1891 steht das Schloss im Besitz des Landes Steiermark.
Um 1920 war geplant, im Schloss ein „Rosegger-Lehrererholungsheim“ einzurichten. Dazu kam es nicht.
Nach der Nutzung als Pflegeanstalt stand das Gebäude mehrere Jahre leer und wurde 2021 an das Immobilienentwicklungsunternehmen von Martin Kurschel verkauft.

### Pflegeanstalt
1892 wurde eine Landessiechenanstalt für Geisteskranke eingerichtet.
1941 wurden die Pfleglinge insbesondere in der NS-Tötungsanstalt Hartheim ermordet. Im Februar 1942 schrieb man: „Durch den erfolgten Abtransport von 145 Pfleglingen ist nunmehr Gelegenheit geboten sofort verschiedene dringendst gebotene notwendige Weissigungsarbeiten in den Anstaltsräumlichkeiten bewerkstelligen zu lassen.“
Im Gedenken an die Opfer der NS-Krankenmorde wurde im Juli 2006 ein Mahnmal in Form einer Stele aus Granit errichtet.
2010 verfügte die Einrichtung über 164 Betten.
Im Herbst 2010 kam es zu einer Überprüfung des weststeirischen Landespflegeheims aufgrund einer Strafanzeige. Wegen Vorwürfe der Misshandlung wurde der Pflegedirektor suspendiert und gegen mehrere Angestellte ermittelt. Der Leiter einer Pflegestation wurde verurteilt.
Zum 1. Juli 2015 wurde das Landespflegeheim Schwanberg geschlossen. Die Bewohner wurden auf drei neue Standorte verteilt. Für die 119 Mitarbeiter gab es eine Übernahmegarantie.

## Architektur

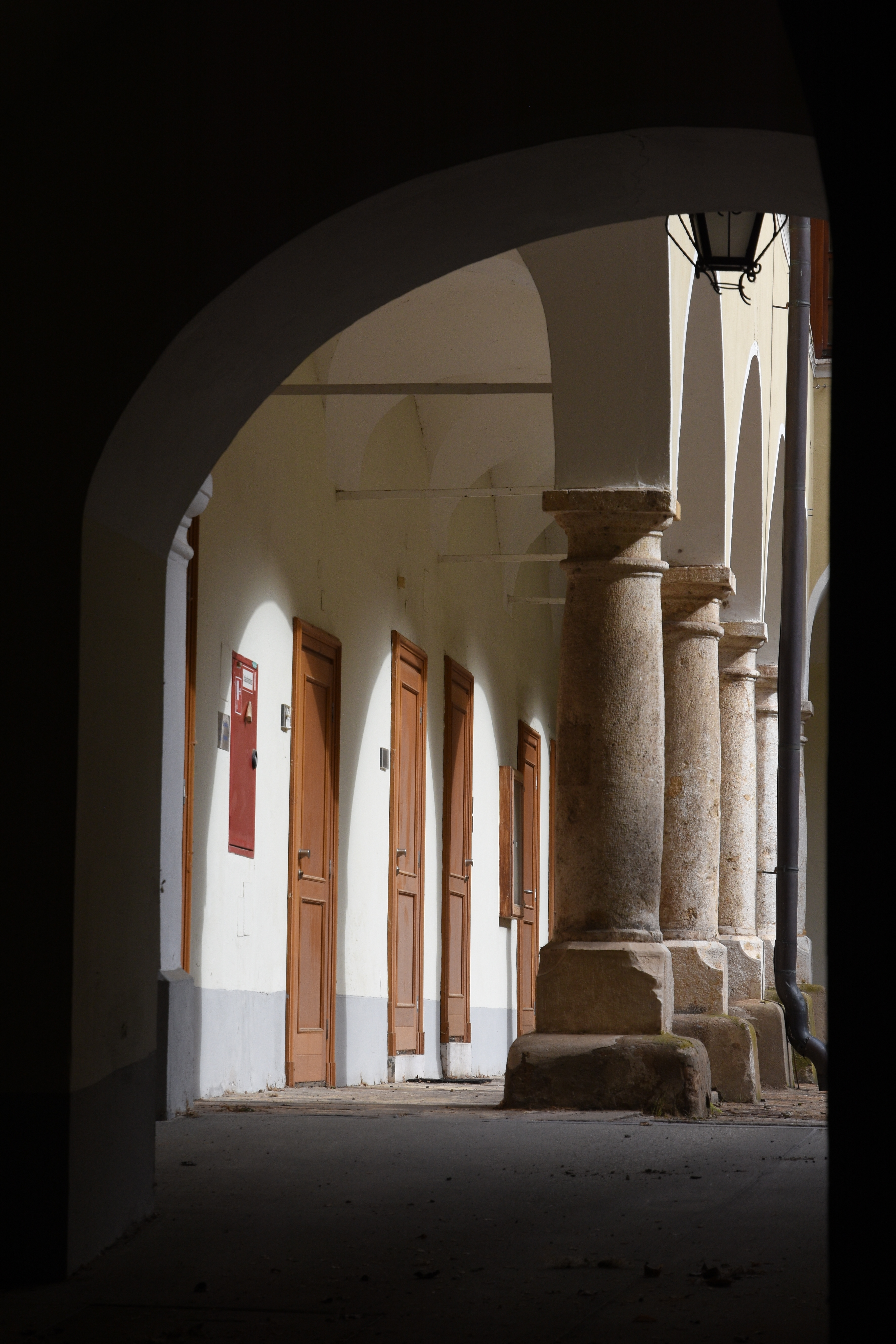
Blick in den Innenhof

Das Schloss ist ein annähernd trapezförmiger Vierkanthof, wobei die Nordwestecke nach Norden und Westen vorgezogen wurde, womit in der Westfront links eine Art Risalit erscheint. Bemerkenswert ist der trapezförmige Laubenhof mit Säulenarkaden an allen vier Seiten. Das Schloss hat zahlreiche Stuckdecken um 1710 und 1790.
Es gibt einen Brunnen mit einer Steinbrüstung aus dem Anfang des 18. Jahrhunderts.

## Ausstattung
In der Kapelle steht ein barocker Altar. Das Altarbild Mariä Verkündigung mit der Signatur P. Bonifaz. Pinxit 1912 wurde 1977 restauriert.